# Хлиње
Хлиње (слч. Hlinné) насељено је мјесто са административним статусом сеоске општине (слч. obec) у округу Вранов на Топлој, у Прешовском крају, Словачка Република.

## Становништво
| Година:    | 1994. | 2004.    | 2014.    | 2024.   |
| ---------- | ----- | -------- | -------- | ------- |
| Број људи: | 1453  | 1642     | 1824     | 1917    |
| Разлика:   |       | +13,00 % | +11,08 % | +5,09 % |

| Година:    | 2023. | 2024.   |
| ---------- | ----- | ------- |
| Број људи: | 1907  | 1917    |
| Разлика:   |       | +0,52 % |

Према подацима о броју становника из 2024. године насеље је имало 1917 становника.